# Oxythyrea
Oxythyrea — рід пластинчастовусих жуків підродини бронзівок, поширених у Палеарктиці. Невеликі чорні жуки розміром 1-1,5 см. Налічує близько 10 видів.
Передньоспинка з широко закругленою основою. Щиток з загостреним кінцем та опуклий з боків.
Найбільше різноманіття видів роду спостерігається у східному Середземномор'ї. Окремі види мешкають на Канарських островах, у Північній Африці, Індійському Кашмірі. Населяють практично всю Європу, Західний Сибір, Центральну Азію, Тибет. В Україні відомі 2 види. Жуки тяжіють до відкритих луків та степів, узбережжя морів, піщаних дюн. Найширший ареал мають види Oxythyrea cinctella та Oxythyrea funesta, останній розширює територію на початку XXI століття до Скандинавії та Алтаю.
Існує непевність у розрізненні цього роду з близьким родом Leucocelis Burmeister, 1842. Чимало видів з Субсахарської Африки в різні часи відносили то до одного, то до іншого роду. Серед спеціалістів існує дві основні гіпотези:
- окрім палеарктичних видів до роду належать інші види з Тропічної Африки, яких об'єднують до його підродів;
- усі види з Тропічної Африки утворюють окремі роди триби Leucocelina.

## Види
- Oxythyrea cinctella (Schaum, 1841)
- Oxythyrea funesta (Poda von Neuhaus, 1761)
- Oxythyrea noemi Reiche & Saulcy, 1856
- Oxythyrea pantherina (Gory & Percheron, 1833)
- Oxythyrea subcalva Marseul, 1878
- Oxythyrea tripolitana (Reitter, 1891)

## Галерея

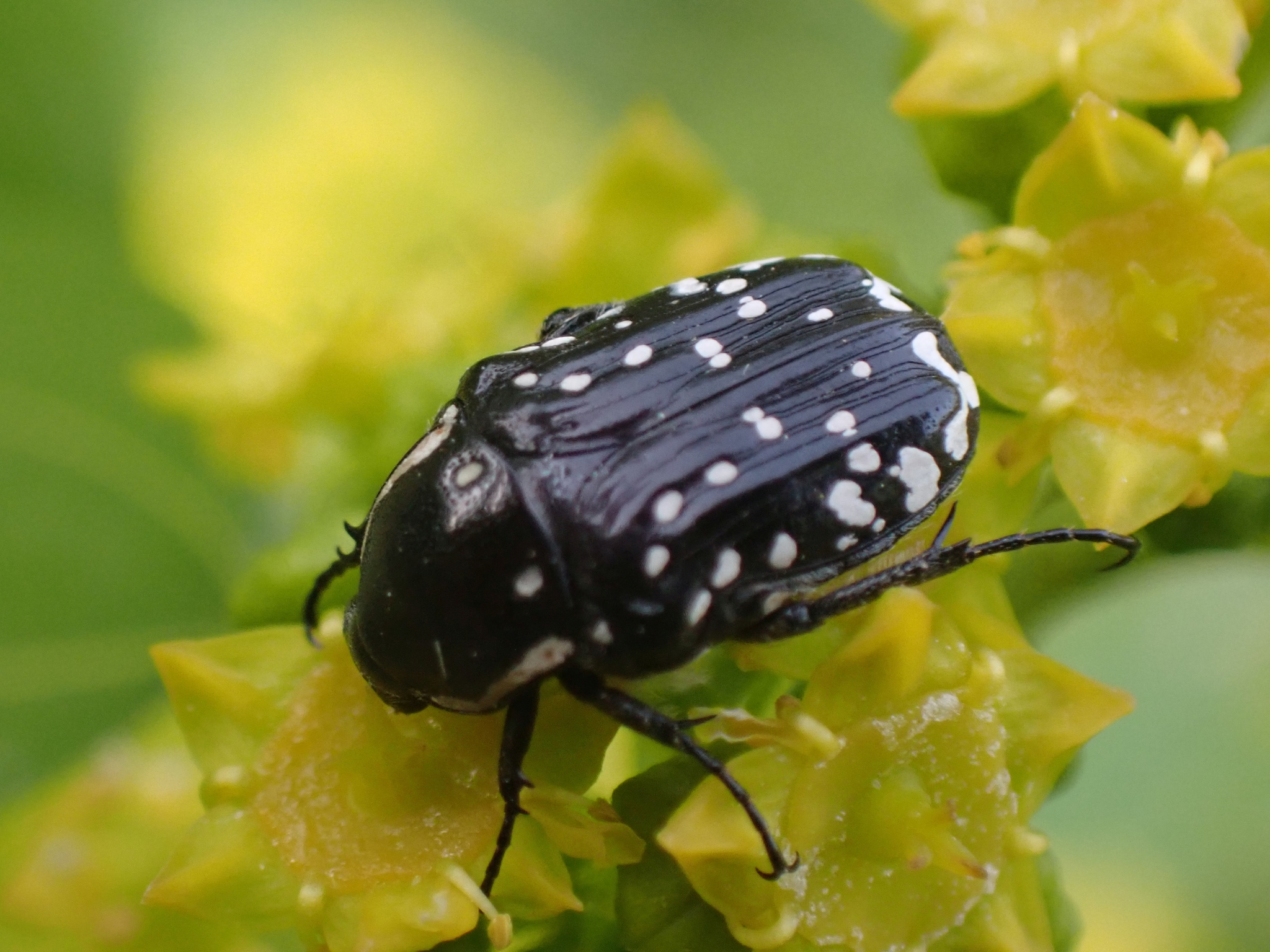
Oxythyrea cinctella, Туреччина
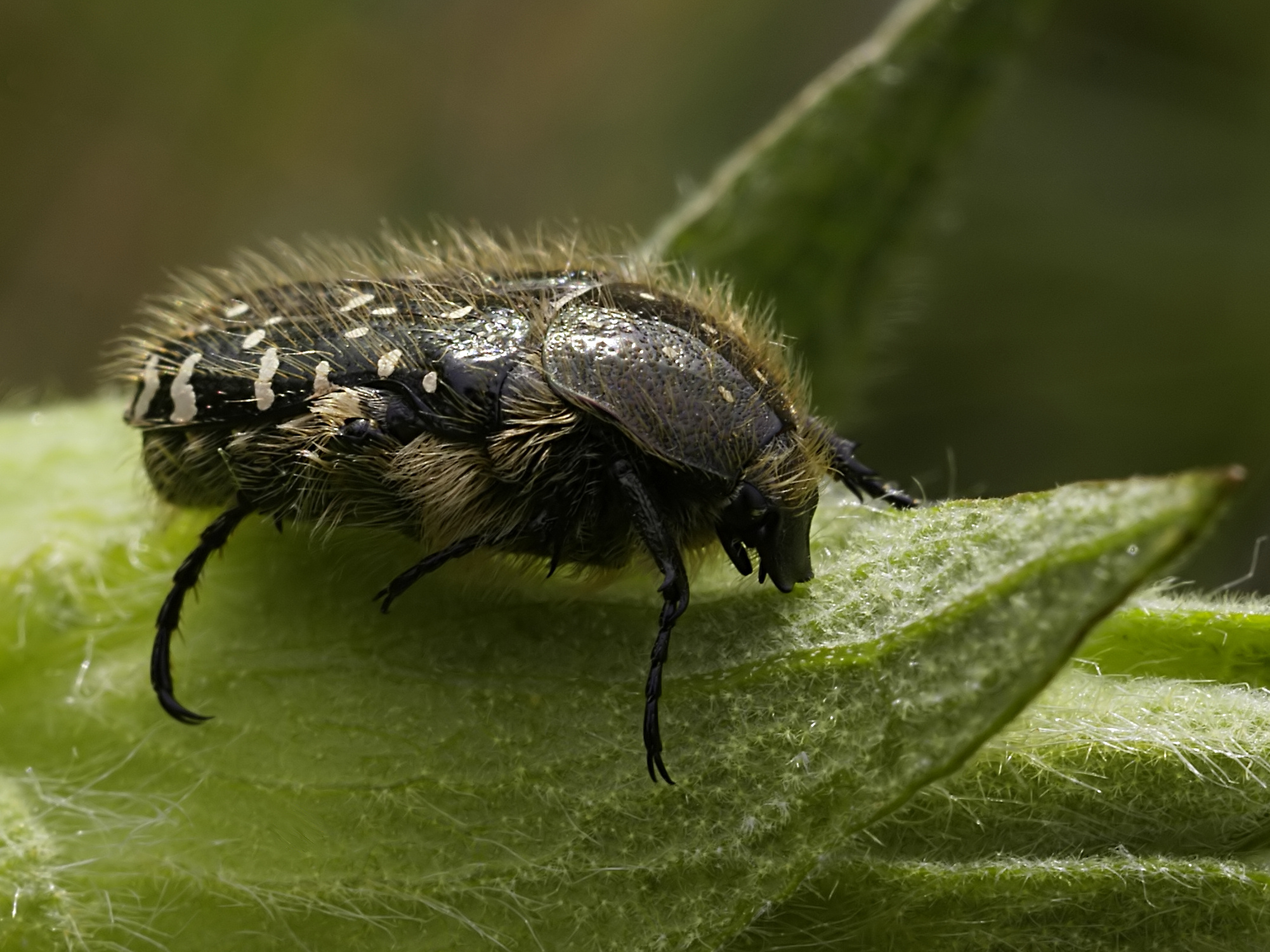
Oxythyrea funesta, Іспанія
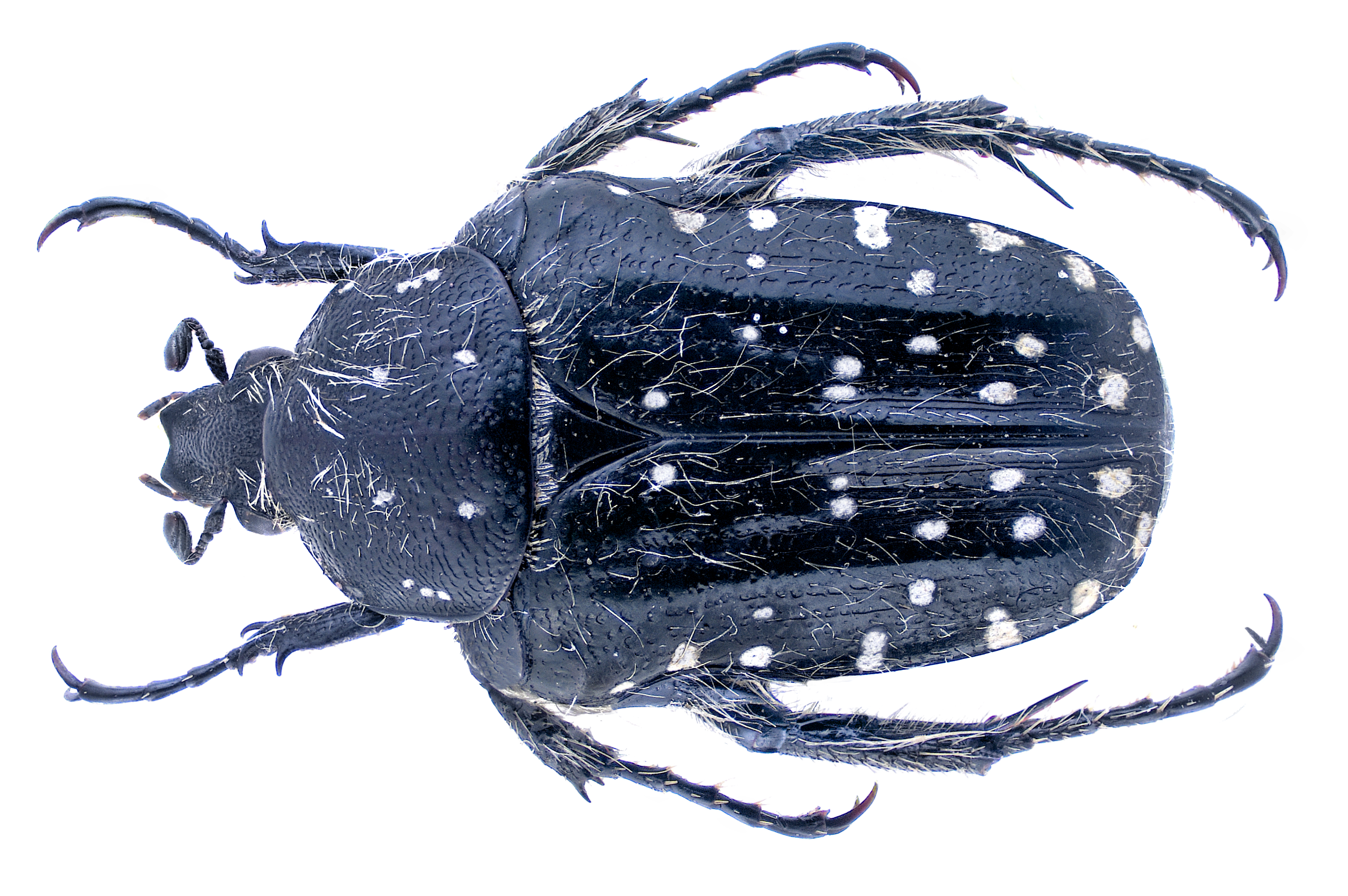
Oxythyrea abigail, Кіпр
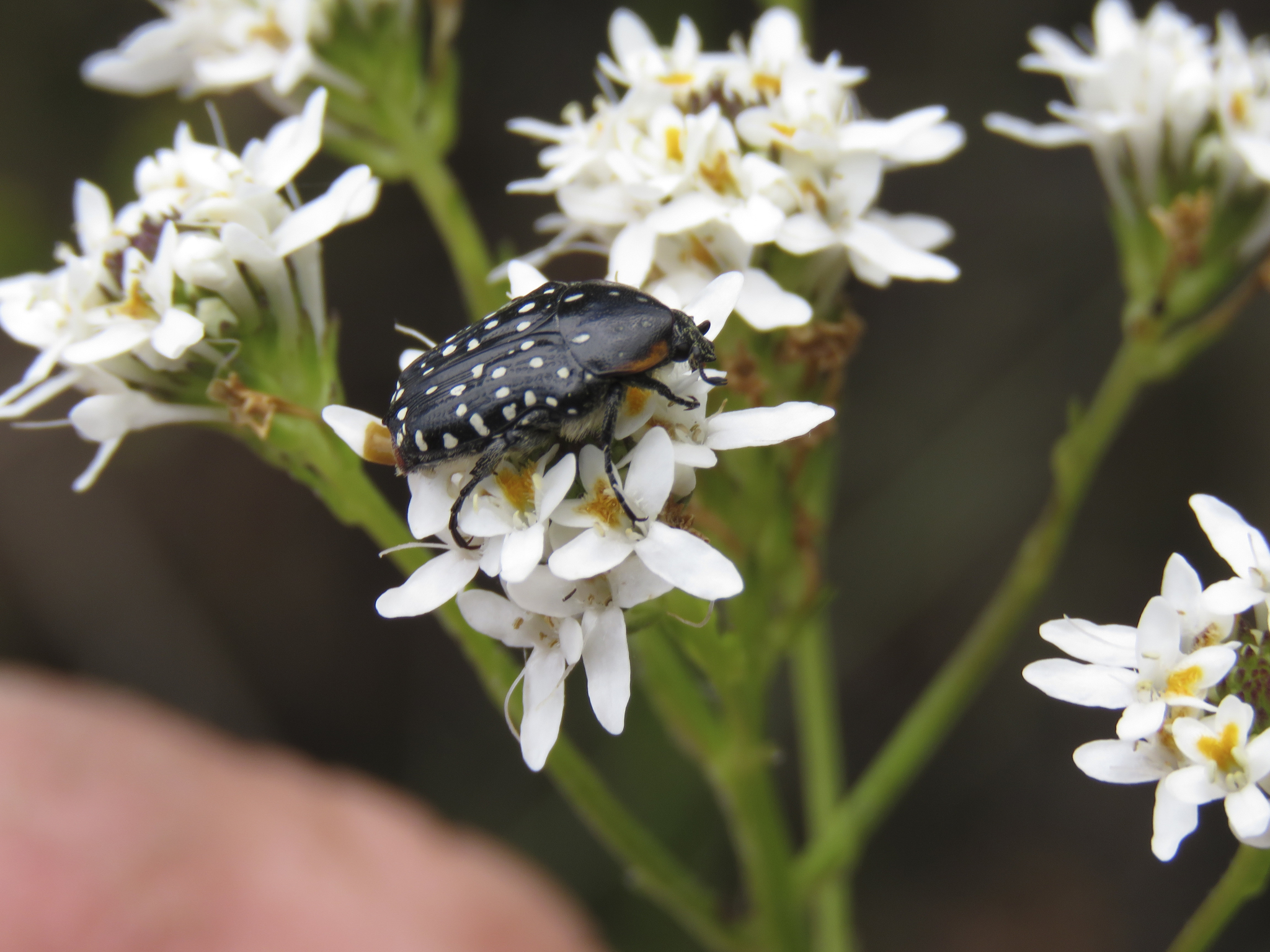
Oxythyrea marginalis, ПАР
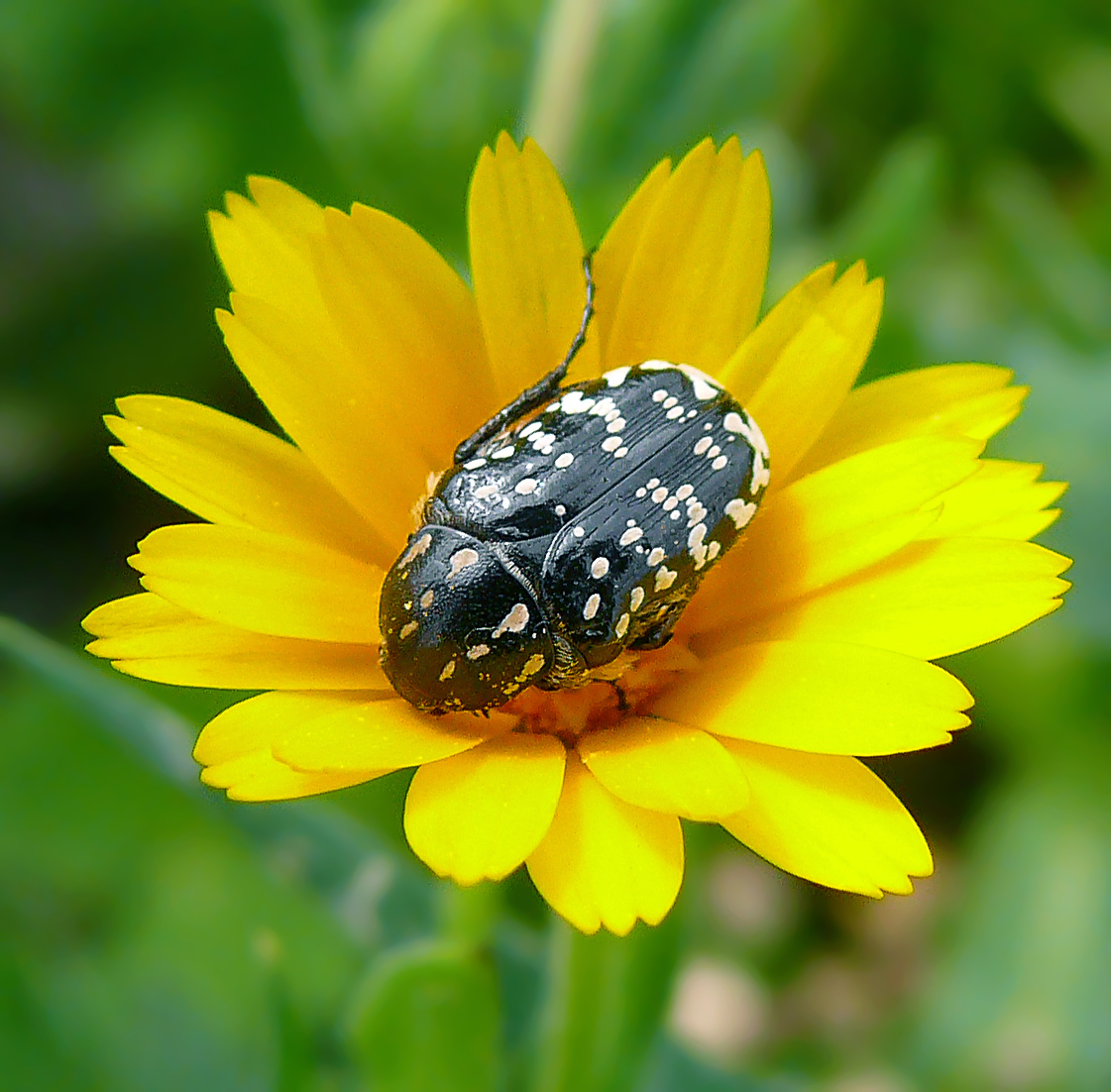
Oxythyrea noemi, Ізраїль
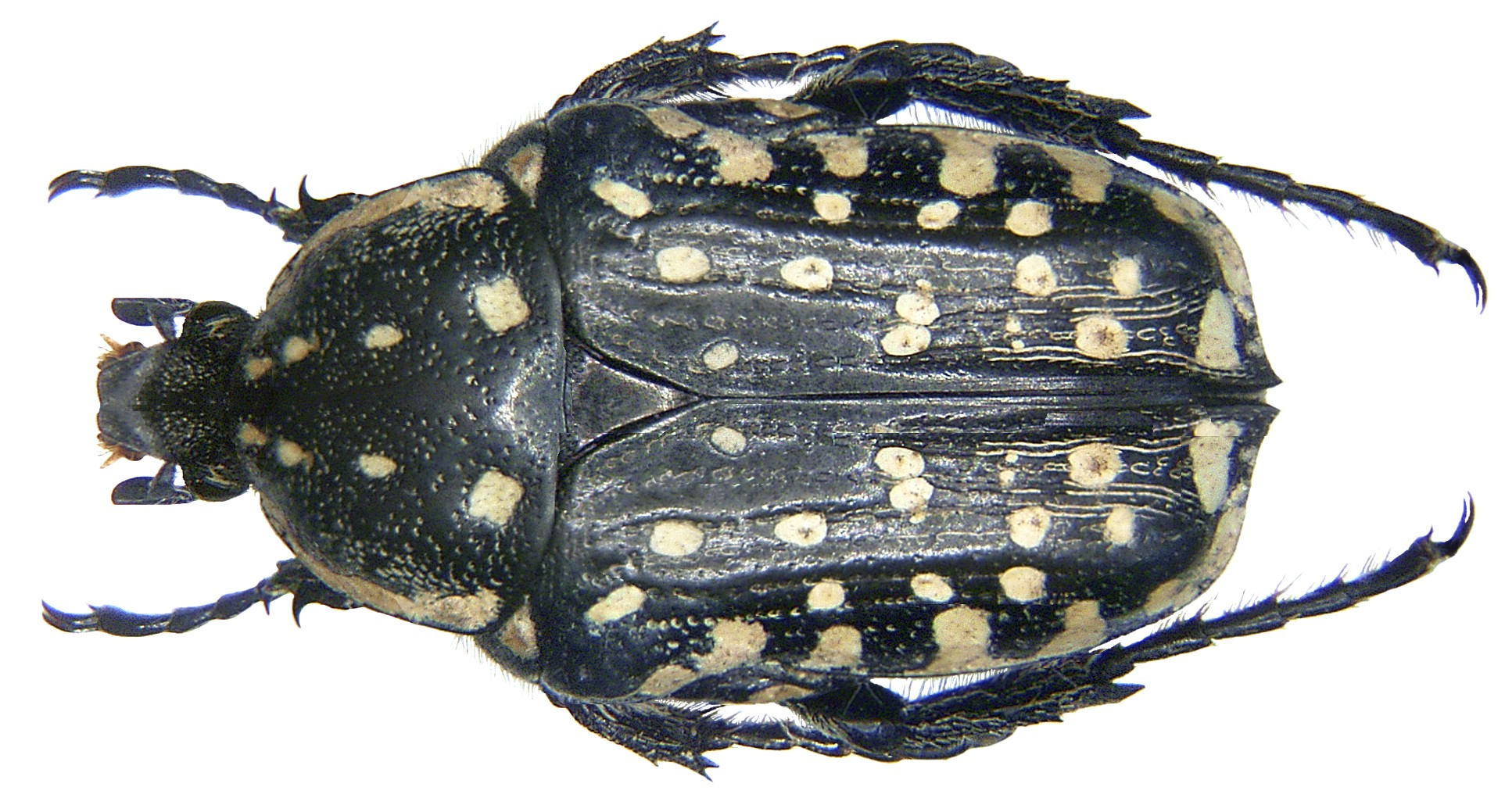
Oxythyrea pantherina, Туніс